# Луке, Альберт
Альберт Луке Мартос (исп. Albert Luque Martos; род. 11 марта 1978, Террасса) — испанский футболист, левый атакующий полузащитник. Воспитанник футбольной школы «Барселоны». С 2002 по 2005 годы сыграл 16 матчей и забил 3 гола за национальную сборную Испании. Серебряный призёр Олимпийских игр 2000 года, участник чемпионата мира 2002 года и чемпионата Европы 2004 года.

## Биография
Альберт Луке Мартос родился 11 марта 1978 года в городе Террасса, в семье Эухенио Ботаса и Эрминии Мартос.

### «Барселона» и «Мальорка»
Альберт начал заниматься футболом в юношеской академии «Барселоны», а с 1996 года начал играть за молодёжную команду.

### «Депортиво»
В составе клуба «Депортиво» из Ла-Коруньи дошёл до полуфинала Лиги чемпионов 2003/04, где забивал голы «Милану» и «Ювентусу».

### «Ньюкасл Юнайтед»
В начале августа 2005 года отец Альберта, Эухенио Ботас, а по совместительству и его агент, начал переговоры с английским «Ньюкасл Юнайтедом», о возможном переходе его сына в их клуб. В пятницу, 26 августа, Альберт прошёл медицинский осмотр и подписал с клубом контракт на пять лет. Сумма перехода Луке из «Депортиво» составила не менее 9,5 млн фунтов стерлингов, зарплата самого Альберта в клубе составила 45 тысяч фунтов в неделю. Дебют Луке состоялся 28 августа 2005 года в матче английской Премьер-лиге сезона 2005/06 против «Манчестер Юнайтеда», завершившийся домашним поражением «Ньюкасла» со счётом 0:2. Во втором матче за «Ньюкасл», против «Фулхэма», который состоялся 10 сентября, Альберт повредил подколенное сухожилие и был вынужден уйти с поля уже на 35-й минуте.
После возвращения в строй Луке, главный тренер «сорок» Грэм Сунес использовал Альберта на левом фланге полузащиты. 27 ноября 2005 года, Луке, спустя почти два с половиной месяца, принял участие в матче английской Премьер-Лиги против ливерпульского «Эвертона», Альберт лишь во втором тайме, на 51-й минуте вышел на замену вместо защитника Селестина Бабаяро, к этому времени его команда проигрывала со счётом 1:0, с таким счётом матч и завершился. В конце декабря 2005 года ряд иностранных изданий опубликовал информацию о том, что мадридский «Реал» хочет обменять своего полузащитника Томаса Гравесена на Альберта Луке, но позже «Реал» опроверг эти слухи. Как позже заявил директор «Реала» Арриго Сакки что, Луке отличный игрок, но он нас не интересует. В феврале 2006 года вместо Грэма Сунеса «Ньюкасл» возглавил Гленн Рёдер. Лишь 17 апреля 2006 года Альберт забил свой дебютный гол в составе «Ньюкасла», это произошла в гостевом матче английской Премьер-лиге против «Сандерленда», на 70-й минуте Луке вышел на замену вместо нападающего Алана Ширера, а спустя 17 минут поразил ворота голкипера «Сандерленда» Келвина Дэвиса. В итоге «Ньюкасл» в гостях одержал крупную победу со счётом 1:4. В дебютном сезоне за «сорок» Альберт провёл в чемпионате 14 матчей и забил один гол, а его команда, заняв седьмое место в чемпионате, получила путёвку в розыгрыш кубка Интертото на сезон 2006.
16 июля 2006 года «Ньюкасл» начал сезон с матчей третьего раунда кубка Интертото, соперником англичан стал норвежский «Лиллестрём». В первом матче подопечные Гленна Рёдера неожиданно дома сыграли вничью 1:1, единственный мяч в составе «Ньюкасла» забил Луке на 50-й минуте. В матче против норвежцев Альберт подучил небольшую травму и поэтому не смог принять участие в ответном матче в Норвегии, но и без него команда смогла разгромить «Лиллестрём» на их поле со счётом 0:3, в составе «Ньюкасла» дубль оформил Шола Амеоби, а завершил разгром турецкий форвард Эмре Белизоглу. Победив «Лиллестрём» в третьем раунде кубка Интертото, команда Луке получила путёвку в первый раунд кубка УЕФА сезона 2006/07. 19 августа 2006 года стартовал чемпионат Англии сезона 2006/07, Луке в матче первого тура против «Уигана» остался на скамейке запасных, во многом из-за того, что главный тренер предпочитал на позицию Луке ирландца Дэмьна Даффа. Альберт всё же вышел во втором тайме, заменив Шолу Амеоби на 76 минуте, в предоставленное время Альберт отличился лишь жёлтой карточкой, а его команда в конечном итоге одержала победу со счётом 2:1.
14 сентября 2006 года, Альберт дебютировал за «Ньюкасл» в матче кубка УЕФА сезона 2006/2007. Соперником «Ньюкасла» в матче первого раунда кубка УЕФА стала эстонская «Левадия», Гленн Рёдер не стал выставлять Альберта в основной состав, так до этого Луке имел незначительную травму. Уже на десятой минуте «Ньюкасл» в гостях открыл счёт, Дэмьен Дафф навесил со штрафного, а французский полузащитник Антуан Сибьерски точным ударом головой открыл счёт в матче. На исходе второго тайма, Луке вышел на замену, заменив на 80-й минуте автора единственного мяча в матче Антуана Сибьерски, в итоге матч завершился со счётом 0:1 в пользу «Ньюкасла». В ответном матче, который состоялся 28 сентября, Луке вновь начал матч на скамейке запасных, даже в чемпионате Англии Альберт не играл почти один месяца. Лишь на 70-й минуте матча Луке вышел на замену вместо Обафеми Мартинса, автора двух голов в ворота «Левадии», в итоге «Ньюкасл» одержал победу со счётом 2:1 и вышел в групповой этап кубка УЕФА.
«Ньюкасл» после жеребьёвки группового раунда кубка УЕФА попал в группу H, в эту группу также попала испанская «Сельта», турецкий «Фенербахче», итальянский «Палермо» и немецкий «Айнтрахт». В первом матче, который состоялся 19 октября, «Ньюкасл» дома встретился с «Фенербахче», но Луке даже не вошёл в число запасных на матч, но и без него команда смогла одержать победу со счётом 1:0. Во втором матче группового этапа, который состоялся 2 ноября, Альберт вышел с первых минут в матче против итальянского «Палермо», это стало возможно из-за того, что ряд игроков клуба были травмированы, среди них оказался Майкл Оуэн, Обафеми Мартинс, Шола Амеоби и Дэмьен Дафф. Луке смог воспользоваться шансом, который ему дал Гленн Рёдер, на исходе первого тайма, на 37-й минуте полузащитник Джеймс Милнер прошёл по левому флангу и навесил в центр штрафной, где оставленный без присмотра Альберт Луке смог точно пробить головой. В средине второго тайма Альберт был заменён, а его команда в итоге в гостях одержала победу со счётом 0:1. В третьем матче кубка, против испанской «Сельты», состоявшийся 23 ноября, Альберт вновь появился на поле в качестве игрока основного состава, уже на первой минуте Луке мог открыть счёт, но его удар низом прошёл рядом со штангой. «Сельта» перехватила преимущество в матче и открыла счёт на 9-й минуте, но ещё в первом тайме Сибьерски сравнял счёт. В конце второго тайма команда Альберта, усилием Стивена Тейлора, смогла забить победный гол.
В конце ноября 2006 года сразу несколько клубов Испании были заинтересованны в покупке Луке, одним из таких претендентов был «Вильярреал», но в итоге клуб отказался от этой затеи. 29 ноября, Альберт, по дороге в международный аэропорт Ньюкасла попал в аварию и пропустил посадку на самолёт, который должен был отправиться в Германию, в итоге его команда вылетела на матч Кубка УЕФА против «Айнтрахта» без него, но сам Луке во время аварии не пострадал и позже сел на другой рейс. Для «Ньюкасла», матч против «Айнтрахта» был последним в рамках группового этапа кубка УЕФА. Альберт всё же был включён в состав с первых минут, но в начале второго тайма, Луке был заменён на Обафеми Мартинса, в итоге команды сыграли вничью 0:0, а «Ньюкасл», заняв первое место в группе вышел в 1/16 финала. В следующем этапе подопечным Гленна Рёдера предстояло встретиться с бельгийским клубом «Зюлте-Варегем», но матчи 1/16 финала должны были пройти в середине и конце февраля 2007 года. 13 декабря 2006 года в гостевом матче чемпионата Англии против лондонского «Челси», Луке проводил свой лишь пятый матч в чемпионате, но и на этот раз Альберт появился в матче лишь в конце игры, выйдя на замену. Уже тогда многие специалисты утверждали, что «Ньюкасл», который мог купить Майкла Оуэна, совершил огромную ошибку, купив Альберта Луке за довольно большие деньги. В феврале 2007 года Альберт сыграл за «Ньюкасл» в обеих встречах 1/16 финала кубка УЕФА против «Зюлте-Варегема», в которых «Ньюкасл» победил с общим счётом 1:4. В матчах 1/8 финала против нидерландского АЗ, Альберт участия не принимал, так как был лишь запасным игроком.
Второй сезон в «Ньюкасле» для Альберта стал не слишком удачным, в английской Премьер-Лиге Луке сыграл лишь в семи матчах. В июле 2007 года Альберт заявил, что не намерен покидать клуб и связывает свой будущее только с «Ньюкасл Юнайтедом». Но уже в августе Альберт изменил своё решение и начал искать себе новую команду.

### «Аякс»
В четверг, 23 августа 2007 года генеральный и технический директора «Аякса» Мартен Фонтейн и Мартин ван Гель были замечены в аэропорту Схипхол, они оба сели на рейс в Ньюкасл. Спустя два дня, 25 августа, было официально объявлено что Луке заключил с «Аяксом» трёхлетний контракт до 30 июня 2010 года. Помимо «Аякса» на 29-летнего падающего претендовали испанские клубы «Леванте» и «Бетис», а также нидерландский ПСВ и «Фейеноорд», но Альберт принял предложение «Аякса», который предложил игроку зарплату в 2,2 миллиона евро ежегодно. Спустя неделю, 2 сентября, Альберт дебютировал за «Аякс» в матче 3-го тура чемпионата Нидерландов против «Гронингена». Главный тренер амстердамцев, Хенк тен Кате, выставил Альберта с первых минут на позицию левого атакующего полузащитника, тогда как в центре нападения был Клас-Ян Хюнтелар. Ещё в первом тайме Луис Суарес на 33-й минуте вывел «Аякс» вперёд, но «Гронинген», усилием Маркуса Берга, сравнял счёт уже спустя три минуты. Во втором тайме, всё тот же Берг оформил дубль и вывел свой клуб вперёд, спустя 11 минут, после забитого мяча, Тен Кате принял решение заменить Луке на его соотечественника Исмаэля Урсаиса. На исходе основного времени, на 83-й минуте, нападающий Клас-Ян Хюнтелар установил окончательный счёт в матче 2:2. 30 сентября 2007 года, Альберт, в матче 6-го тура чемпионата против «ВВВ-Венло», смог за три минуты, с 15 по 18, оформить в матче дубль, но уже 23-й минуте Луке был вынужден покинуть поле из-за травмы, но и без него «Аякс» смог разгромить гостей со счётом 6:1. Восстановление после травмы заняло у Луке две недели, в середине октября Альберт вернулся в строй, к этому времени новым тренером «Аякса» стал Адри Костер, работавший до этого помощником Аврама Гранта в лондонском «Челси».
11 ноября 2007 года, в перерыве матча 11-го тура чемпионата Нидерландов против «Фейеноорда», Луке подрался со своим одноклубником Альбертом Суаресом, в итоге главный тренер «Аякса» Адри Костер заменил обоих игроков после начала второго тайма, классическое дерби между «Фейеноордом» и «Аяксом» завершилось вничью 2:2. После матча оба футболиста были оштрафованы руководством клуба. В дебютном сезоне за «Аякс» Альберт сыграл 16 матчей и забил 4 мяча в чемпионате Нидерландов сезона 2007/08. В июле 2008 года руководство «Аякса» выставило на продажу сразу восьмерых игроков, среди которых был Альберт Луке, Микаэль Крон-Дели, Эдгар Манучарян, Робберт Схилдер, Леонардо Сантьяго и Николае Митя, а также Митчелл Дональд и Вурнон Анита, которых клуб хотел отдать в аренду. Но в августе 2008 года сам Луке заявил, что не хочет покидать «Аякс», хотя технический директор амстердамцев Дании Блинд заявил, что Луке должен покинуть команду.

### «Малага»
Лишь 1 сентября, Альберт на правах аренды смог перейти в свой бывший клуб «Малага», срок аренды был рассчитан на один сезон, до 1 июля 2009 года. Альберт вернулся в «Малагу» спустя девять, после того, как выступал в клубе на правах аренды в сезоне 1999/00. Дебютировал Луке за «Малагу» 14 сентября 2008 года в матче чемпионата Испании против «Атлетик Бильбао», завершившийся вничью 0:0. Лишь 30 ноября 2008 года Луке отметился дебютным голом за «Малагу», это произошло в матче чемпионата против «Осасуны». В матче, Альберт вышел на замену на 64-й минуте вместо Адриана Лопеса, а на 83-й минуте Луке забил гол, в итоге «Малага» победила со счётом 4:2. За «Малагу» Луке провёл отличный сезон, забив 8 мячей в 32 матчах чемпионата Испании сезона 2008/09.
В конце июня 2009 года, Луке начал переговоры с руководством «Аякса» о возможном расторжении контракта с клубом, так как сам Альберт не хочет выступать в чемпионате Нидерландов, а желает играть в Испании. В начале июля 2009 года Альберт всё же приступил к тренировкам в составе «Аякса». Альберт также был заявлен в клубе под 32 номером. 31 июля «Аякс» и «Малага» вновь договорились об аренде Луке. Срок аренды рассчитан на один год, и заканчиваться 1 июля 2010 года, тогда же и завершается контракт Альберт с амстердамцами. 4 января 2011 года Луке расторг контракт с «Малагой» по обоюдному согласию.